# Isthme de Stradun

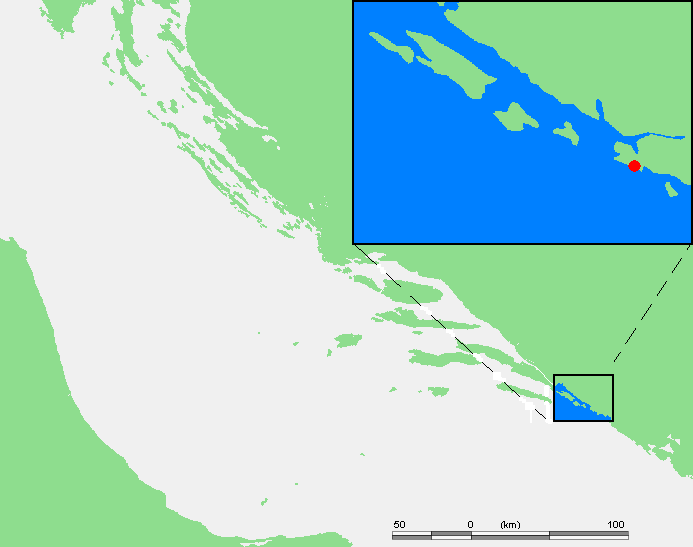
Localisation de l'Isthme de Stradun

L’isthme de Stradun est une étroite bande de terre reliant la Croatie continentale au port de Dubrovnik. Il était autrefois appelé « isthme de la Strada di Ragusa » et, à l’époque yougoslave, « isthme de Dubrovnik ».